# Fritz-Gregor Herrmann
Fritz-Gregor Herrmann (* 20. Jh.) ist ein deutscher Klassischer Philologe und Philosophiehistoriker, der im Vereinigten Königreich lehrt.
Fritz-Gregor Herrmann ist ein Sohn des Prähistorikers Fritz-Rudolf Herrmann. Er studierte Klassische Philologie, Indogermanistik, Alte Geschichte und Philosophie an den Universitäten München, Heidelberg, Edinburgh, Cambridge, Paris und Halle. 1999 erlangte er den Ph.D. in Classics an der University of Edinburgh. Er war von 1994 bis 1996 Teaching Assistant in Classics an der University of Edinburgh, von 1996 bis 1998 Tutor in Classics am University College Swansea der University of Wales, von 1998 bis 2003 Lecturer in Classics an der University of Edinburgh. Seit 2003 war er zunächst Senior Lecturer in Alter Geschichte und ist nunmehr Reader in antiker Philosophie und Literatur an der Swansea University. 
Herrmann arbeitet vor allem zu den Dialogen Platons, zur griechischen Tragödie und zur Geistesgeschichte Griechenlands in der Antike. Er ist Mitherausgeber des in Vorbereitung befindlichen zweiten Bandes des neuen Oxford Classical Text Platons.

## Schriften (Auswahl)
- Platon. Begründer der Philosophie (= Philosophie für unterwegs, Band 18). Mitteldeutscher Verlag, Halle (Saale) 2023.
- mit Pierre Destrée (Hrsg.): Plato and the Poets (= Mnemosyne Supplements, Band 328). Brill, Leiden 2011, (Google Books). – Rezension von Christopher Moore, Notre Dame Philosophical Reviews 2012.07.09
- Words and Ideas: The roots of Plato’s philosophy. The Classical Press of Wales, Swansea 2007. – Rezension von Phillip Sidney Horky, Bryn Mawr Classical Review 2008.08.14
- mit Douglas Cairns und Terry Penner (Hrsg.): Pursuing the Good. Ethics and Metaphysics in Plato’s Republic. Edinburgh University Press, 2007
- mit Stefan Büttner (Hrsg.): New Essays on Plato. Language and Thought in Fourth-century Greek Philosophy. The Classical Press of Wales, Swansea 2006. – Rezension von Christopher Barrett, Bryn Mawr Classical Review 2007.12.37
- Plato’s Philosophical Terminology. A History of Words Central to the Ontology of His Middle Dialogues. Ph.D. Classics. The University of Edinburgh, 1998 (online).